# Paul Breisach
Paul Breisach (3. Juni 1896 in Wien, Österreich-Ungarn – 26. Dezember 1952 in New York) war ein aus Österreich stammender Dirigent, der aufgrund der Judenverfolgung zu Beginn der Zeit des Nationalsozialismus 1933 Deutschland verlassen und 1939 in die Vereinigten Staaten flüchten musste.

## Leben und Werk
Seine Eltern waren Eduard Breisach und Dorothea, geborene Hönigsvald. Er selbst begann bereits mit fünf oder sechs Jahren, 1902, mit dem Klavierspiel und komponierte ab seinem zwölften Lebensjahr Stücke für Klavier. Er absolvierte das Schottengymnasium in Wien. Er war mit dem Musikschriftsteller Ludwig Karpath bekannt, der ihm im April 1913 seinen früheren Lehrer Heinrich Schenker empfahl, einen Musiktheoretiker und Verfechter der Tonalität in der Musik. Ab Oktober desselben Jahres studierte Paul Breisach bei Schenker, in der Folge auch beim Komponisten Franz Schreker und beim Dirigenten Bruno Walter. In Schenkers Stundenbücher finden sich Notizen zu den Unterrichtsstunden, in seinen Tagebüchern wurde Operatives dokumentiert, etwa die Zahlungsformalitäten des Schülers.
Ab 1919 war Breisach zwei Jahre lang als Assistent von Richard Strauss an der Wiener Staatsoper verpflichtet. Er war auch als Klavierbegleiter für Lotte Lehmann und Elisabeth Schumann tätig, die beide damals zum Ensemble der Wiener Staatsoper zählten. Breisach dirigierte nie in der Staatsoper, aber am 23. März 1921 leitete er ein Konzert des Wiener Staatsopern-Orchesters im Wiener Konzerthaus – mit dem Cellisten Friedrich Buxbaum und der Sopranistin Lilly Hafgren-Dinkela. Gegeben wurden Werken von Bruch, Debussy, Dvořák, Grieg, Haydn, Schmalstich, Richard Strauss und drei der fünf Wesendonck-Lieder von Richard Wagner. 1921 trat er einen Drei-Jahres-Vertrag als Kapellmeister am Mannheimer Nationaltheater an, wo er sich ein breites Repertoire erarbeiten konnte. Danach war er eine Spielzeit lang Erster Kapellmeister an Städtischen Oper in Berlin, des späteren Deutschen Opernhauses, der heutigen Deutschen Oper. 1925 wurde Breisach als Städtischer Generalmusikdirektor nach Mainz berufen. 1930 kehrte er nach Berlin zurück, nachdem sein früherer Lehrer Bruno Walter seine Funktion als Generalmusikdirektor zurückgelegt hatte. 1932 leitete er dort die Uraufführung von Schrekers Der Schmied von Gent. Randalierende Nazis störten die Aufführung, es kam in der Folge nur zu vier Reprisen. Nach der Machtergreifung Adolf Hitlers und der NSDAP Ende Januar 1933 wurde Breisach zunächst, ebenso wie sein Dirigentenkollege Fritz Stiedry, „neutralisiert“. Es folgten die Entlassung der beiden Dirigenten sowie des langjährigen Intendanten Carl Ebert und des Sängers Alexander Kipnis, weil sie Juden waren oder seitens des NS-Staates als „Bolschewiki“ eingestuft worden waren. Ebert ging nach England, wo er gemeinsam mit Fritz Busch das Glyndebourne Festival gründete, Stiedry nach Leningrad und Kipnis nach Wien. Paul Breisach blieb als freischaffender Dirigent in Europa, er erhielt Einladungen nach Wien, Budapest und Prag, war weiters in Stockholm, Lissabon, Mailand, Riga und Leningrad tätig. 1934 wurde er zum „ständigen Dirigenten“ des Wiener Konzertorchesters berufen, welches 1931 von seinem früheren Lehrer Heinrich Schenker gegründet worden war. Er dirigierte den Klangkörper allerdings nur eine Saison, denn wegen Geldmangels musste das Orchester 1935 aufgelöst werden.
Während des Anschlusses Österreichs durch das nationalsozialistische Deutsche Reich im März 1938 war Paul Breisach gerade in Ungarn verpflichtet. Nach seiner Rückkehr nach Wien wurde sein Reisepass für sechs Monate eingezogen um ihm die Berufsexistenz zu zerstören, denn innerhalb der neuen Reichsgrenzen gab es keine Arbeit mehr für ihn. 1939 konnte er nach Budapest ausreisen und von dort in die Vereinigten Staaten flüchten. Frau und Kind (er hatte einen 1924 geborenen Sohn) konnte er erst 1941 nachholen.
1940 debütierte Breisach in den USA als Dirigent des Chicago Symphony Orchestra. Danach war er fünf Spielzeiten an der Metropolitan Opera in New York verpflichtet – beginnend 1941 mit Verdis Aida, endend 1946 mit Wagners Die Walküre. 1946 wechselte er an die San Francisco Opera. 1947 dirigierte er dort die Erstaufführung von Benjamin Brittens Rape of Lucretia. Er gastierte in zahlreichen Metropolen der USA, weiters in Havanna und Montreal.

## Tondokumente
Es gibt einige wenige Tondokumente aus seiner europäischen Zeit und zahlreiche Einspielungen und Mitschnitte aus der amerikanischen Zeit. Langjährige Zusammenarbeit verband ihn mit dem Tenor Lauritz Melchior, mit dem er sowohl in Europa als auch in Amerika gemeinsam musizierte.
Frühe Einspielungen
- Arien, gesungen von Lauritz Melchior, aufgenommen 1924 und 1925
- Hans Gál: Scaramouche (Ballett), Musik aufgezeichnet 1931, Städtische Oper in Berlin

Gesamtaufnahmen
- Mozart: Die Hochzeit des Figaro, live-Mitschnitt aus der Metropolitan Opera, 1943
- Mozart: Don Giovanni, live-Mitschnitt aus der Metropolitan Opera, 1944
- Wagners Tannhäuser, live-Mitschnitt aus der Metropolitan Opera, 1944, mit Melchior, Lawrence und Kipnis